# صوفي إينت فيلد
صوفيا هيلينا إينت فيلد (بالهولندية: Sophia Helena in 't Veld) هي سياسية هولندية من حزب الديمقراطيون 66 ولدت في يوم 13 سبتمبر 1963 في بلدة فولنهوف في هولندا. أكملت دراسة التاريخ في جامعة لايدن. هي عضوة في البرلمان الأوروبي منذ سنة 2004.